# 마르타 가르시아
마르타 가르시아 로페즈(스페인어: Marta García López, 2000년 7월 9일 ~ )는 스페인의 자동차 경주 선수이다. 현재 2024년 포뮬러 리저널 유러피언 챔피언십에 아이언 댐즈 소속으로 출전하고 있으며, 2023년 F1 아카데미 초대 챔피언을 달성했다.